# Pleopeltis mortonianus
Pleopeltis mortonianus là một loài thực vật có mạch trong họ Polypodiaceae. Loài này được (Bir & Trikha) Á. Löve & D. Löve miêu tả khoa học đầu tiên năm 1977.